# 고프레임률
고프레임률, 높은 프레임 레이트(high frame rate, HFR)은 영화 및 비디오를 포함한 영화 기술에서 일반적인 이전 방식보다 더 높은 프레임 레이트를 의미한다.
영화 필름 카메라의 프레임 속도는 일반적으로 초당 24프레임(fps)이었으며 깜박임을 방지하기 위해 투사하는 동안 각 프레임에 여러 개의 플래시를 사용했다. 아날로그 텔레비전과 비디오는 이미지의 절반(비디오 필드라고 함)만 한 번에 녹화되고 재생(리프레시)되는 인터레이스를 사용하지만 동일한 대역폭의 프로그레시브 비디오에 허용되는 속도의 두 배 속도로 재생이 원활해진다. 셀룰로이드의 작동 방식과 더 유사한 프로그레시브 비디오와는 대조적이다. 아날로그 텔레비전과 비디오 시스템의 필드 속도는 일반적으로 초당 50~60필드였다. 장편 영화의 경우 24fps보다 높은 프레임 속도를 사용하고 기타 응용 프로그램의 경우 30fps보다 높은 프레임 속도를 사용하는 것이 새로운 추세이다. 영화 제작자는 배포를 위해 여러 개의 낮은 속도로 균등하게 변환할 수 있도록 높은 프레임 속도로 프로젝트를 캡처할 수 있다.

## 같이 보기
- 움직임 보간